# TT153
La tombe thébaine TT 153 est située à Dra Abou el-Naga, dans la nécropole thébaine, sur la rive ouest du Nil, face à Louxor en Égypte.
C'est la sépulture d'un inconnu, datant de la fin de la XIXe, début de la XXe dynastie.